# Fußball-Zentralasienmeisterschaft 2023
Die Fußball-Zentralasienmeisterschaft 2023 (offiziell 2023 CAFA Nations Cup) war die erste Austragung des Turniers und fand vom 10. bis zum 20. Juni 2023 in Kirgisistan und Usbekistan statt. Schon im Oktober 2018 war die erstmalige Austragung einer Zentralasienmeisterschaft vorgesehen, sie fand allerdings nicht statt.
Sechs Mannschaften aus dem zentralasiatischen Raum und ein Gast spielten um den Titel des Zentralasienmeisters. Es nahmen alle sechs Mitglieder der Central Asian Football Association (CAFA) und mit dem Oman ein Mitglied der West Asian Football Federation teil.

## Teilnehmer, Modus und Spielorte
Die Erstaustragung des Turniers war bereits für Oktober 2018 in Usbekistan vorgesehen, fand allerdings nicht statt. Erst über vier Jahre später wurde für Juni 2023 ein neuer Anlauf angekündigt. Bei dem Turnier in den beiden Hauptstädten von Usbekistan (Taschkent) und Kirgisistan (Bischkek) sollten alle sechs CAFA-Mitglieder sowie zwei Gastmannschaften teilnehmen. Einer der Gäste sollte die seit dem Überfall auf die Ukraine im Februar 2022 von der UEFA und der FIFA gesperrte Mannschaft aus Russland sein.
In der Folge blieb es um die Zukunft des Turniers offen, da Berichte über ein geplantes Vier-Nationen-Turnier im Juni 2023 mit dem Irak, dem Iran, Russland und Usbekistan aufkamen sowie der fehlenden Zusage Russlands zur Teilnahme an der Zentralasienmeisterschaft. Am 19. April 2023 bestätigte Russland schließlich seine Nichtteilnahme. Fünf Tage später wurde der Oman als Ersatz eingeladen. Die Gruppenauslosung fand am 26. April 2023 statt. Die sechs CAFA-Mannschaften wurden dabei nach ihrer Platzierung in der FIFA-Weltrangliste vom 6. April 2023 in drei Lostöpfe verteilt. Die Gastmannschaft aus dem Oman wurde automatisch in Topf 4 gesetzt.
Es wurde zunächst in zwei Gruppen mit drei bzw. vier Mannschaften ein Rundenturnier ausgespielt. Die beiden Gruppensieger qualifizierten sich für das Finale, während die beiden Zweitplatzierten das Spiel um Platz 3 erreichten. Die Spiele der Gruppe A, das Spiel um Platz 3 sowie das Finale fanden im Paxtakor-Zentral-Stadion und im Bunyodkor-Stadion in der usbekischen Hauptstadt Taschkent statt, während die Spiele der Gruppe B im Dölön-Ömürsakow-Stadion in der kirgisischen Hauptstadt Bischkek stattfanden.

## Gruppenphase

### Gruppe A
| Pl. | Land          | Sp. | S | U | N | Tore    | Diff. | Punkte |
| --- | ------------- | --- | - | - | - | ------- | ----- | ------ |
| 1.  | Usbekistan    | 3   | 3 | 0 | 0 | 010:100 | +9    | 09     |
| 2.  | Oman          | 3   | 1 | 1 | 1 | 003:400 | −1    | 04     |
| 3.  | Tadschikistan | 3   | 0 | 2 | 1 | 003:700 | −4    | 02     |
| 4.  | Turkmenistan  | 3   | 0 | 1 | 2 | 001:500 | −4    | 01     |

| 11. Juni 2023, 18:30 Uhr (15:30 Uhr MESZ) in Taschkent (Paxtakor)  |   |               |           |
| Tadschikistan                                                      | – | Turkmenistan  | 1:1 (0:0) |
| 11. Juni 2023, 20:30 Uhr (17:30 Uhr MESZ) in Taschkent (Bunyodkor) |   |               |           |
| Usbekistan                                                         | – | Oman          | 3:0 (2:0) |
| 14. Juni 2023, 18:30 Uhr (15:30 Uhr MESZ) in Taschkent (Paxtakor)  |   |               |           |
| Oman                                                               | – | Tadschikistan | 1:1 (1:1) |
| 14. Juni 2023, 20:30 Uhr (17:30 Uhr MESZ) in Taschkent (Bunyodkor) |   |               |           |
| Turkmenistan                                                       | – | Usbekistan    | 0:2 (0:0) |
| 17. Juni 2023, 18:30 Uhr (15:30 Uhr MESZ) in Taschkent (Paxtakor)  |   |               |           |
| Turkmenistan                                                       | – | Oman          | 0:2 (0:1) |
| 17. Juni 2023, 20:30 Uhr (17:30 Uhr MESZ) in Taschkent (Bunyodkor) |   |               |           |
| Usbekistan                                                         | – | Tadschikistan | 5:1 (0:1) |

### Gruppe B
| Pl. | Land        | Sp. | S | U | N | Tore    | Diff. | Punkte |
| --- | ----------- | --- | - | - | - | ------- | ----- | ------ |
| 1.  | Iran        | 2   | 2 | 0 | 0 | 011:200 | +9    | 06     |
| 2.  | Kirgisistan | 2   | 1 | 0 | 1 | 002:500 | −3    | 03     |
| 3.  | Afghanistan | 2   | 0 | 0 | 2 | 001:700 | −6    | 0      |

| 10. Juni 2023, 20:00 Uhr (16:00 Uhr MESZ) in Bischkek |   |             |           |
| Kirgisistan                                           | – | Afghanistan | 1:0 (0:0) |
| 13. Juni 2023, 20:00 Uhr (16:00 Uhr MESZ) in Bischkek |   |             |           |
| Iran                                                  | – | Afghanistan | 6:1 (4:0) |
| 16. Juni 2023, 20:00 Uhr (16:00 Uhr MESZ) in Bischkek |   |             |           |
| Kirgisistan                                           | – | Iran        | 1:5 (0:2) |

## Finalrunde

### Spiel um Platz 3
| 20. Juni 2023, 18:30 Uhr (15:30 Uhr MESZ) in Taschkent (Paxtakor) |   |      |           |
| Kirgisistan                                                       | – | Oman | 0:1 (0:0) |

### Finale
| Usbekistan                                                                   | Usbekistan | Iran | Iran |
| ---------------------------------------------------------------------------- | --- | --- | ---- |
| Usbekistan                                                                   | \| Finale \| \| 20. Juni 2023 um 20:30 Uhr (17:30 Uhr MESZ) in Taschkent (Bunyodkor-Stadion) \| \| Ergebnis: 0:1 (0:0) \| \| Schiedsrichter: Kirill Lewnikow ( Russland) \| \| Spielbericht \| | \| Finale \| \| 20. Juni 2023 um 20:30 Uhr (17:30 Uhr MESZ) in Taschkent (Bunyodkor-Stadion) \| \| Ergebnis: 0:1 (0:0) \| \| Schiedsrichter: Kirill Lewnikow ( Russland) \| \| Spielbericht \| | Iran |
| Usbekistan                                                                   | Oʻtkir Yusupov – Farrux Sayfiyev, Umar Eshmurodov, Abdulla Abdullayev, Hojiakbar Alijonov (90.+4' Jasurbek Yakhshiboev) – Otabek Shukurov, Odiljon Hamrobekov, Sherzod Nasrullayev (78. Hojimat Erkinov), Oston Urunov, Jaloliddin Masharipov (71. Abbosbek Fayzullayev) – Eldor Shomurodov Cheftrainer: Srečko Katanec ( Slowenien) | Alireza Beiranvand (11. Payam Niazmand) – Ehsan Hajsafi , Hossein Kanaanizadegan, Morteza Pouraliganji, Ramin Rezaeian – Mehdi Ghayedi (46. Vahid Amiri), Saeid Ezatolahi, Rouzbeh Cheshmi, Mohammad Mohebi – Mehdi Taremi, Sardar Azmoun (75. Mohammad Karimi, 90.+4' Majid Hosseini) Cheftrainer: Amir Ghalenoei | Iran |
| Usbekistan                                                                   | 0:1 Azmoun (48.) | | Iran |
| Usbekistan                                                                   | Hamrobekov (39.), Shukurov (90.) | Taremi (42.), Kanaanizadegan (66.), Rezaeian (89.) | Iran |
| Usbekistan                                                                   | Kanaanizadegan (90.+1') | | Iran |
| Finale                                                                       | | |      |
| 20. Juni 2023 um 20:30 Uhr (17:30 Uhr MESZ) in Taschkent (Bunyodkor-Stadion) | | |      |
| Ergebnis: 0:1 (0:0)                                                          | | |      |
| Schiedsrichter: Kirill Lewnikow ( Russland)                                  | | |      |
| Spielbericht                                                                 | | |      |

## Torschützenliste
Nachfolgend sind die besten Torschützen des Turnieres aufgeführt. Bei gleicher Anzahl an Toren sind die Spieler zunächst nach der Anzahl der Vorlagen und anschließend nach den Spielminuten sortiert.
| Rang | Spieler               | Tore | Vorlagen | Spielminuten |
| ---- | --------------------- | ---- | -------- | ------------ |
| 01   | Mehdi Taremi          | 6    | 1        | 221          |
| 02   | Sardar Azmoun         | 4    | 2        | 159          |
| 03   | Eldor Shomurodov      | 3    | 1        | 224          |
| 04   | Jaloliddin Masharipov | 2    | 0        | 205          |

Zu diesen besten Torschützen mit mindestens zwei Toren kommen 18 weitere mit je einem Tor.

## Schiedsrichter
Schiedsrichter
- Hassan Akrami
- Nursatbek Abdikadirow
- Dajyrbek Abdyldajew
- Kirill Lewnikow
- Sadullo Gulmurodi
- Çarymurat Kurbanow
- Axrol Risqullayev

Schiedsrichterassistenten
- Mohd Sharif Sarwari
- Mohammadreza Mansouri
- Hasan Zahiri
- Sergei Grischtschenko
- Eldijar Salybajew
- Jegor Bolchowitin
- Andrei Weretjoschkin
- Siddiksod Chusrawi
- Ahmet Begnazarow
- Asker Najafaliyev
- Sanjar Shayusupov